# تونینیو (بازیکن فوتبال، زاده ۱۹۴۷)
تونینیو (پرتغالی: Toninho; ۲۶ ژوئیهٔ ۱۹۴۷ – ۱۸ اکتبر ۲۰۲۲) با نام اصلی آنتونیو پدرو ده ژسوس بازیکن فوتبال اهل برزیل بود.
از باشگاه‌هایی که در آن بازی کرده است می‌توان به باشگاه فوتبال سائو پائولو اشاره کرد.
وی همچنین در تیم ملی فوتبال زیر ۲۳ سال برزیل بازی کرده است.